# Friedrich Reiß (Politiker, 1802)
Gustav Friedrich Reiß (* 2. Oktober 1802 in Karlsruhe; † 24. August 1881 in Mannheim) war ein badischer Unternehmer und Politiker. Von 1849 bis 1852 war er Erster Bürgermeister von Mannheim.

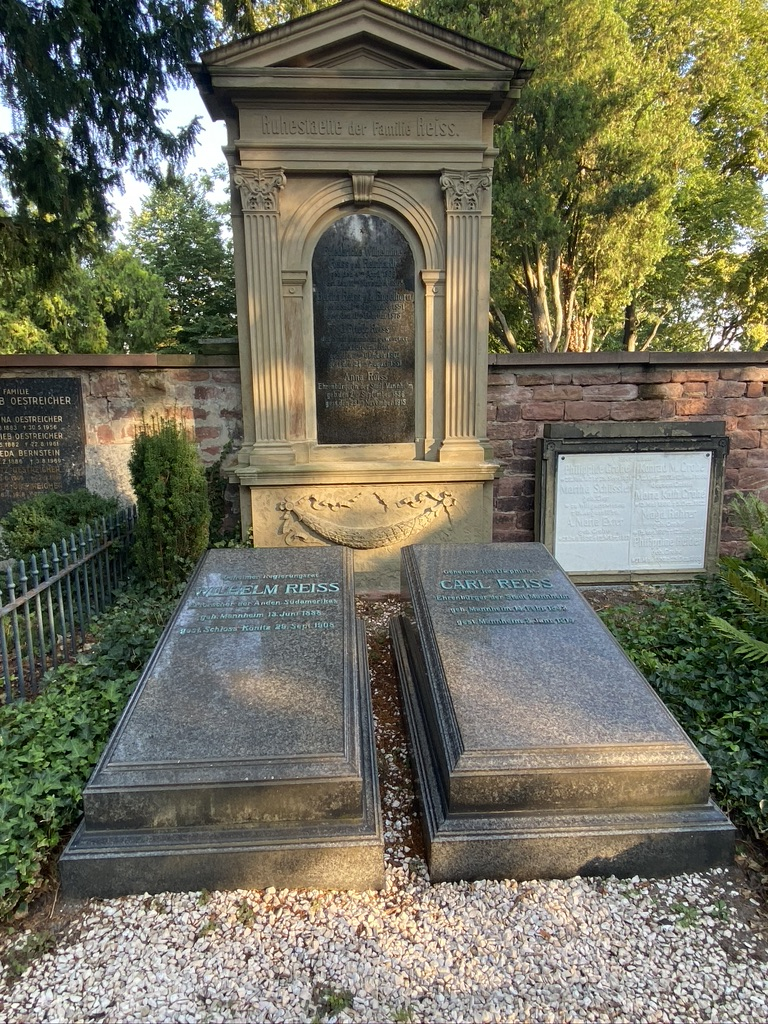
Grabstätte von Friedrich, Wilhelm und Carl Reiss auf dem Hauptfriedhof Mannheim

## Leben
Reiß wurde 1802 in Karlsruhe als Sohn eines Wagenfabrikanten geboren. 1830 ging er nach Mannheim und betrieb dort Handel mit Holz, Tabak und Kolonialwaren. Insbesondere mit dem Holzhandel mit Holland erwarb er ein Vermögen. Von 1847 bis 1849 war Reiß Hauptmann der Mannheimer Bürgerwehr. 
Nach der badischen Revolution 1848/49 setzte ihn die Landesregierung als Bürgermeister in Mannheim ein. 1850 wurde er durch Wahl bestätigt und wehrte nun Eingriffe aus der Residenzstadt Karlsruhe ab. Zwei Jahre später trat er von seinem Amt zurück. Von 1850 bis 1852 war er zudem Abgeordneter im badischen Landtag und von 1861 bis 1870 Stadtrat in Mannheim, zuletzt als Mitglied der Nationalliberalen Partei.
1865 gründete er mit Friedrich Engelhorn, August Clemm, Carl Clemm, Seligmann Ladenburg, Leopold Ladenburg und anderen die Badische Anilin- und Sodafabrik (BASF) und war bis 1873 stellvertretender Vorsitzender des Verwaltungsrats. Nachdem sein Plan zur Gründung der Badischen Bank zunächst keine Mehrheit im Landtag gefunden hatte, wurde unter seiner Leitung 1870 die Rheinische Creditbank gegründet.
Friedrich Reiß war verheiratet mit Wilhelmine Friederike geb. Reinhardt (1809–1868), einer Enkelin des ehemaligen Mannheimer Ersten Bürgermeisters Johann Wilhelm Reinhardt. Ihre Kinder waren die Konzert- und Opernsängerin Anna Reiß (1836–1915), der durch seine Forschungsreisen durch Südamerika bekannt gewordene Vulkanologe Wilhelm Reiß (1838–1908) sowie Carl Reiß (1843–1914). Letzterer trat die Nachfolge des Vaters als Unternehmer sowie Politiker an und wurde von ihm als Haupterbe eingesetzt.